# 高濱港站
高濱港站（日语：／ Takahama-minato eki */?）是位於愛知縣高濱市青木町六丁目，名古屋鐵道（名鐵）的三河線車站。車站編號為MU07。

## 歷史
高浜港站是三河鐵道首條建設的鐵路區間大濱港站（現時為碧南站）至刈谷新站（現時為刈谷站）之間的一個新車站。三河鐵道當初考慮設有貨物運輸服務，在新川港與大濱港設有臨港線連接港口（新川口支線與大濱口支線），而在高濱港中，由於海岸台地的地形使不合適建設臨港線（當時海岸離車站較近，但自從昭和30年代後車站附近工業化使海岸對出填海，現時離海岸線較遠）。高濱港站主要輸出的貨物包括瓦片、黏土管、醬油、味噌，高濱港由會卸載煤炭，進口貨物包括從猿投地區採擇的木節黏土（為瓦片與黏土管的原材料）。除外，日本陶管的工廠設在高濱港站與刈谷站附近，兩邊兩工場之間也會運送燃料。
在1970年代，貨物運送由鐵路轉為陸路卡車，高濱港站的貨物起卸服務於1977年廢止。
- 1914年（大正3年）2月5日 - 三河鐵道刈谷新站（現時為刈谷站）至碧南站開業，此站啟用[7]。
- 1940年（昭和15年）4月1日 - 前代木造車站大樓竣工[2]。
- 1941年（昭和16年）6月1日 - 三河鐵道合併至名古屋鐵道，成為名古屋鐵道三河線車站。
- 1959年（昭和34年）後 - 車站大樓擴展（發生伊勢灣颱風後）[8]。
- 1977年（昭和52年）5月25日 - 結束貨物業務，3條側線與碧南方向的貨物月台撤走[7]。
- 1983年（昭和58年）10月21日 - 只剩下單式月台[7]。
- 1985年（昭和60年）2月 - 特殊勤務車站（設有車站職員當值日期不詳）[7]。
- 2005年（平成17年）
  - 8月25日 - 成為無人車站[7]。
  - 9月14日 - 車站可以使用交通儲值卡「Trans Pass（日语：トランパス (交通プリペイドカード)）」
- 2011年（平成23年）2月11日 - 車站可以使用「manaca」IC卡。
- 2012年（平成24年）2月29日 - 交通儲值卡「Trans Pass（日语：トランパス (交通プリペイドカード)）」的服務終止，此站也不可使用其儲值卡。
- 2016年（平成28年）3月10日 - 新車站大樓開始使用[2]。當初計劃車站大樓不是使用瓦片屋根，但是最後增加經費使車站大樓使用瓦卡屋頂[9]。

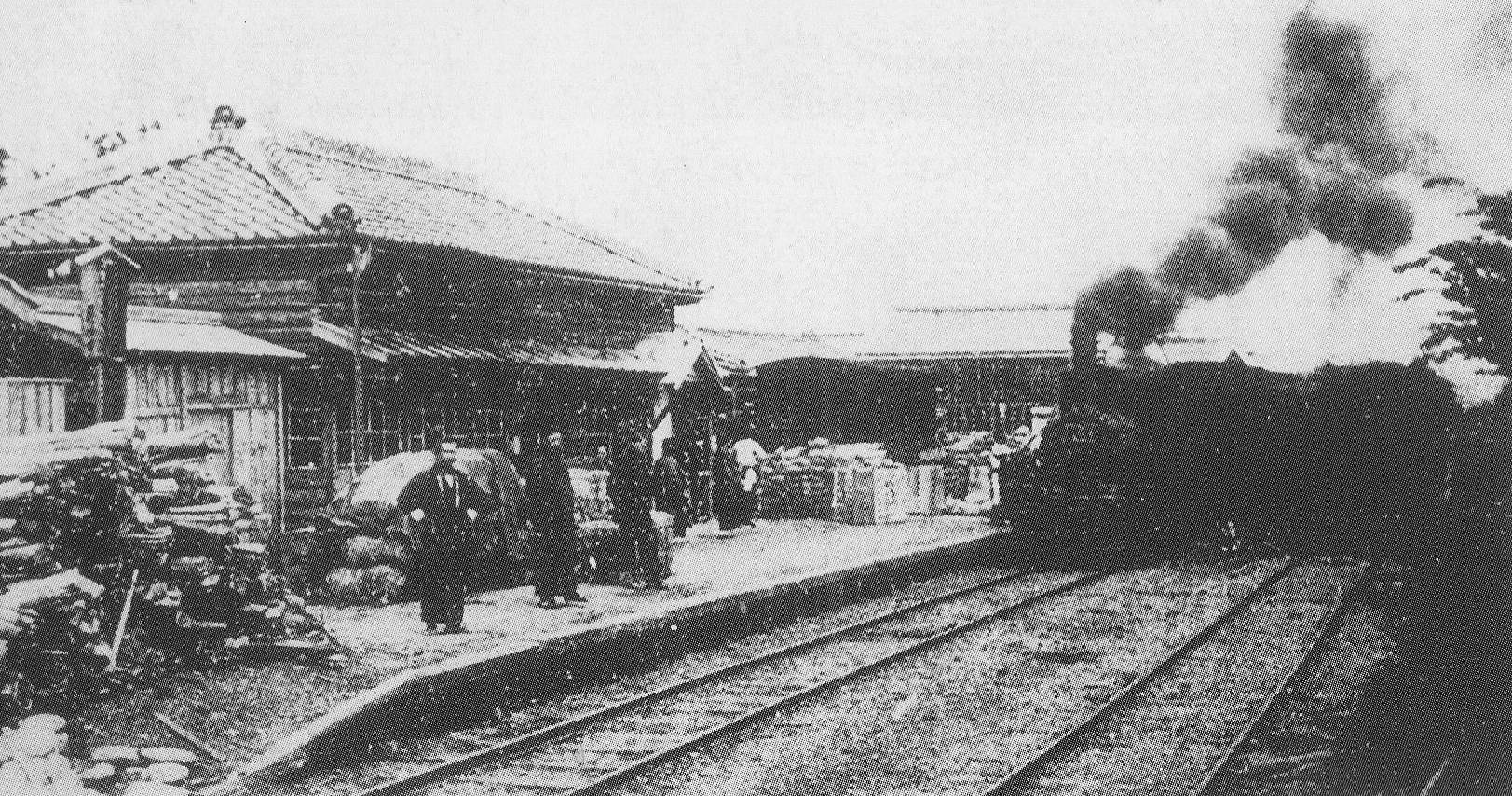
蒸氣機車時代的高濱港站
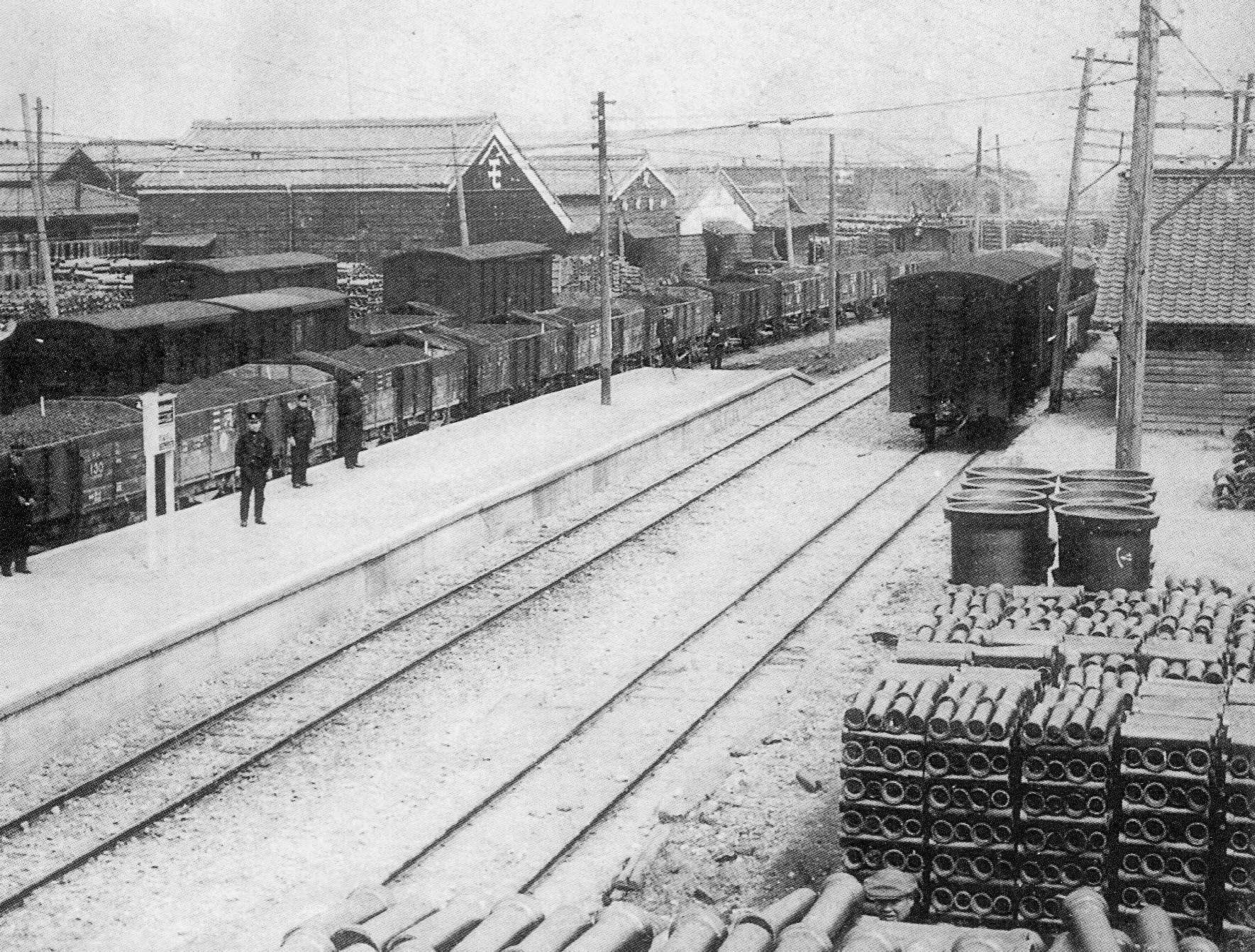
在大正末期的車站內
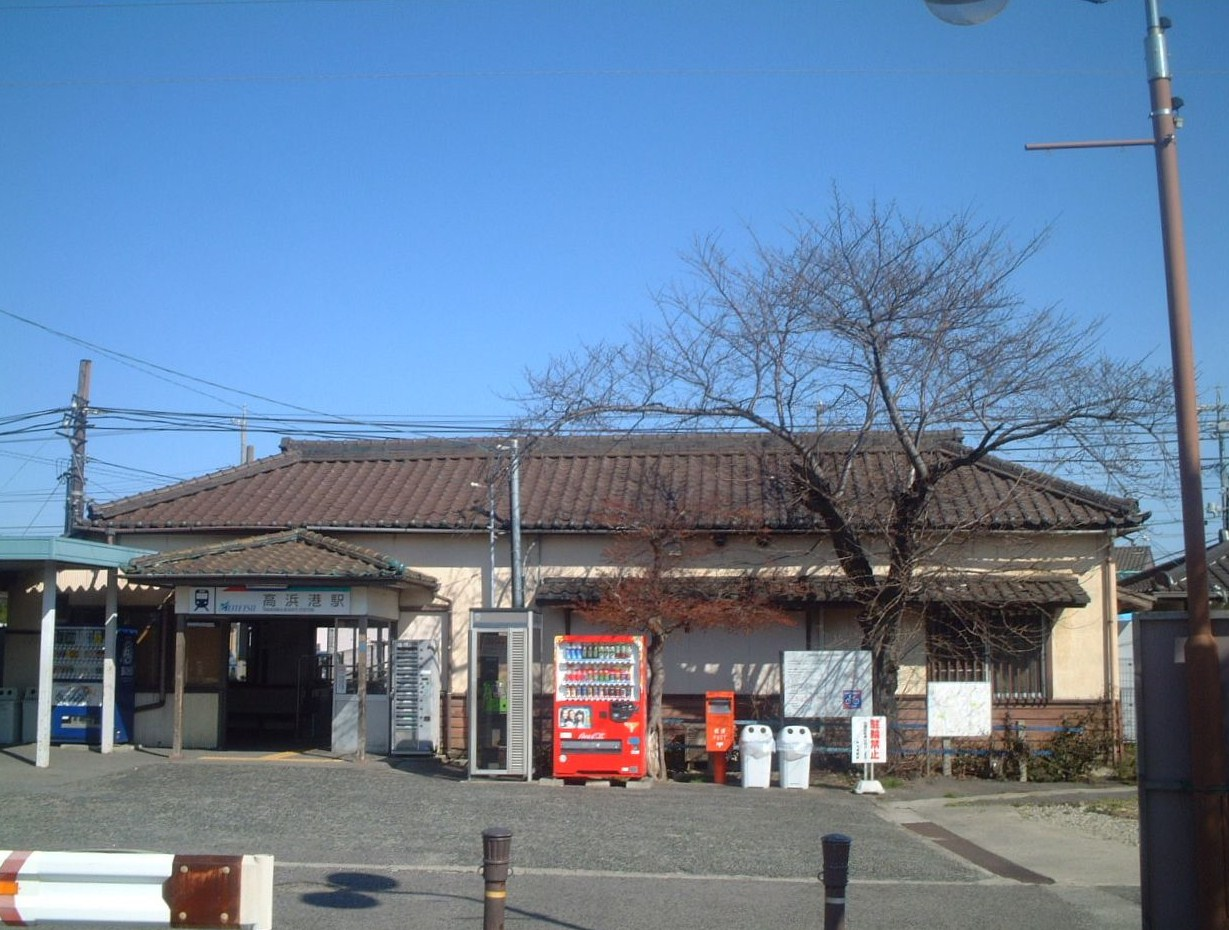
前代車站大樓（1940年竣工）
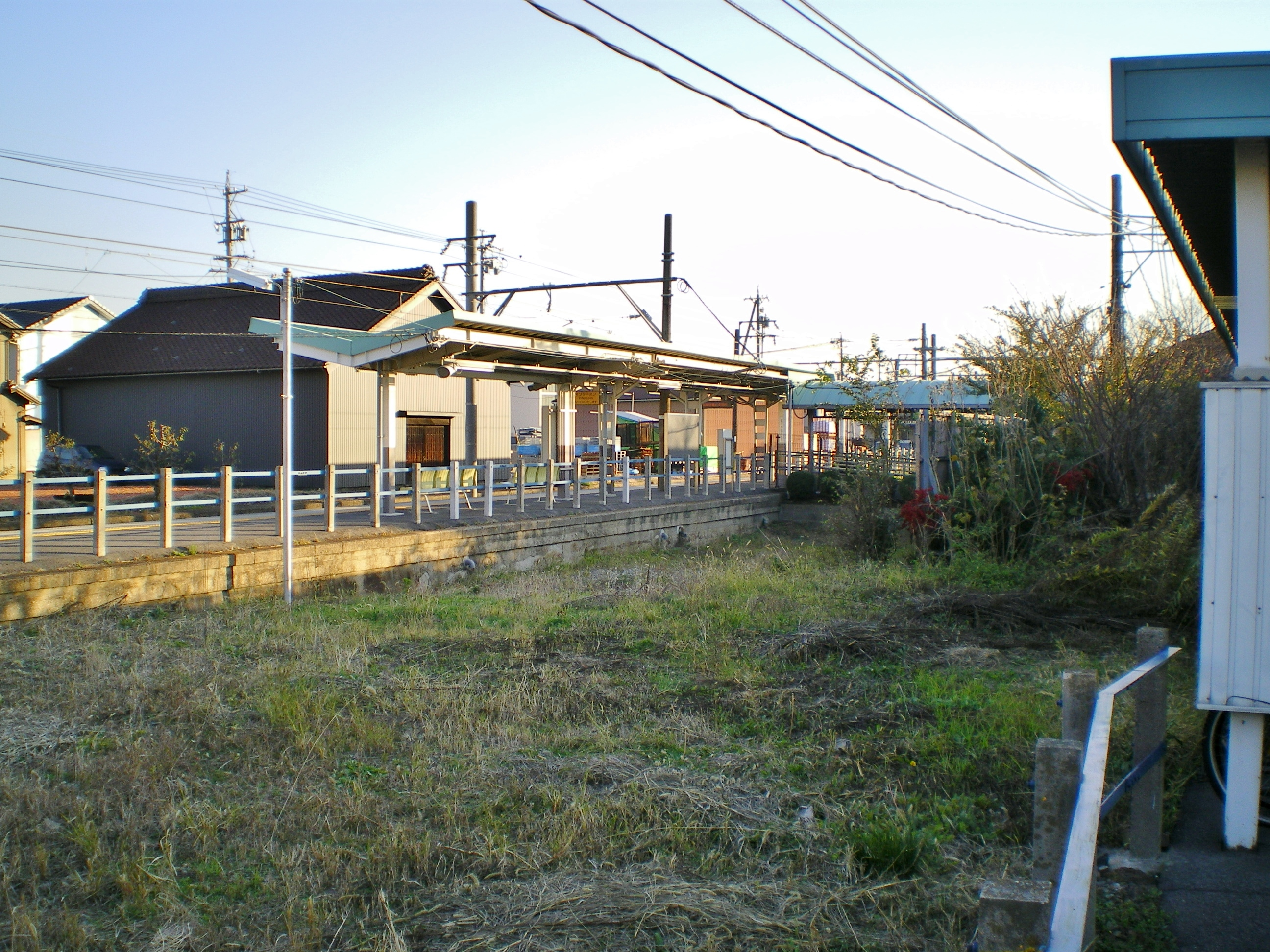
單線月台時代的站內

## 車站構造
車站是一座地面車站，設有1面1線的單式月台。曾經為1面2線島式月台，在三河線貨物業務廢止後，由於進行時間表整理和規律化，此站不必要進行列車交會，最後成為單線月台。
現時車站大樓是2015年度（當初是2014年度）進行設備投資計劃而建設，在2016年3月10日開始使用。前代車站大樓於1940年（昭和15年）建設，該大樓曾經改裝擴展，在東面車站通道上的房屋可看到建設當時的姿態。在貨物業務廢止前，車站大樓與月台之間設有兩條路軌分隔，因此兩者之間距離約10米。在增建後的樣子由瓦片構成，包括了陶器瓦和法式屋面瓦。車站大樓北邊為候車室、維修檢查室、儲物室。在候車室內設有2台自動閘機、2台自動售票機、高濱市特產展示櫃。
車站是引入車站集中管理系統（由知立站管理）的無人車站。
| 路線           | 上下行 | 方向     |
| -------------- | ------ | -------- |
| 三河線（海線） | 下行   | 知立方向 |
| 三河線（海線） | 上行   | 碧南方向 |

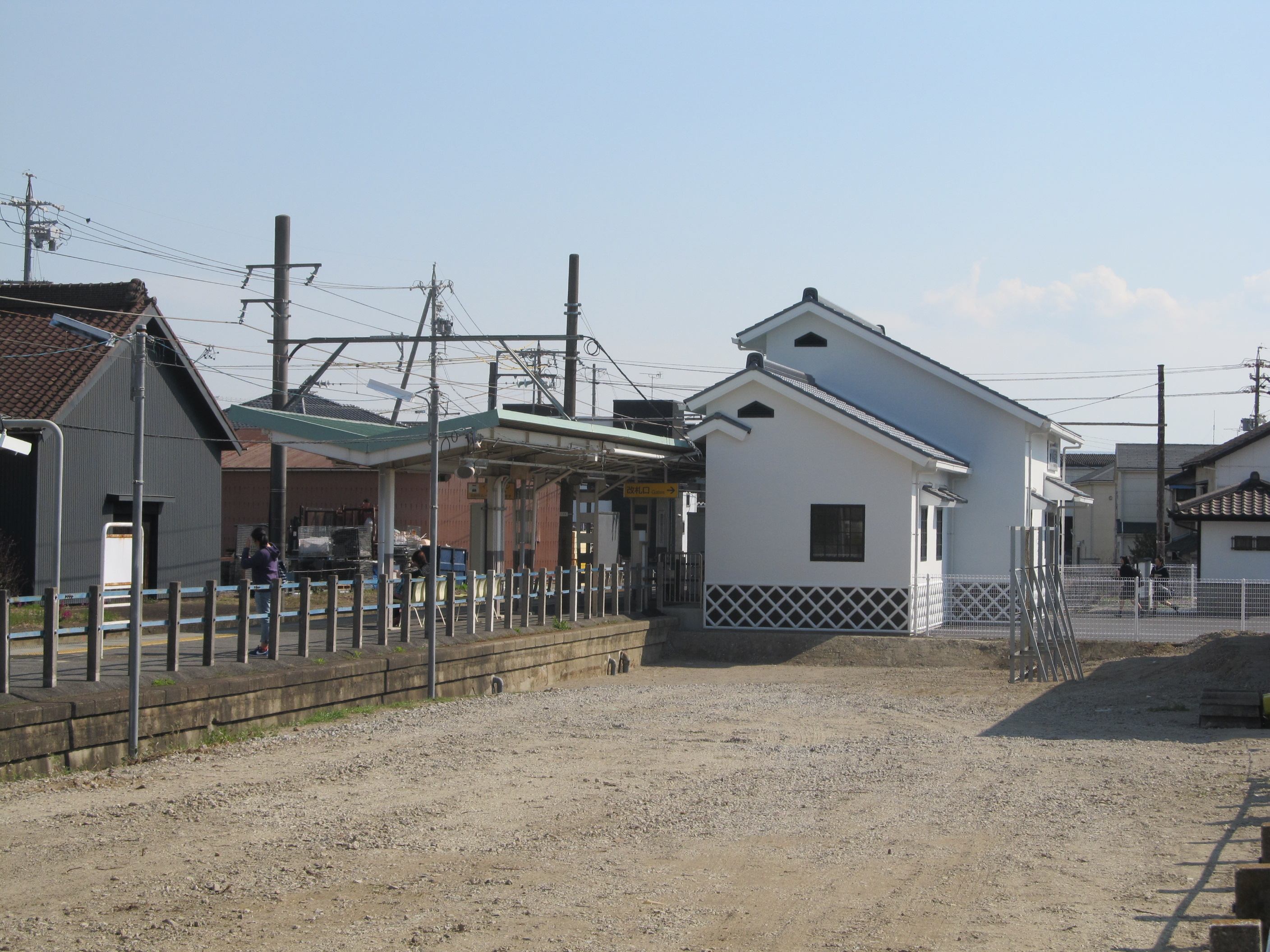
成為單月台後旁邊新建的新車站大樓
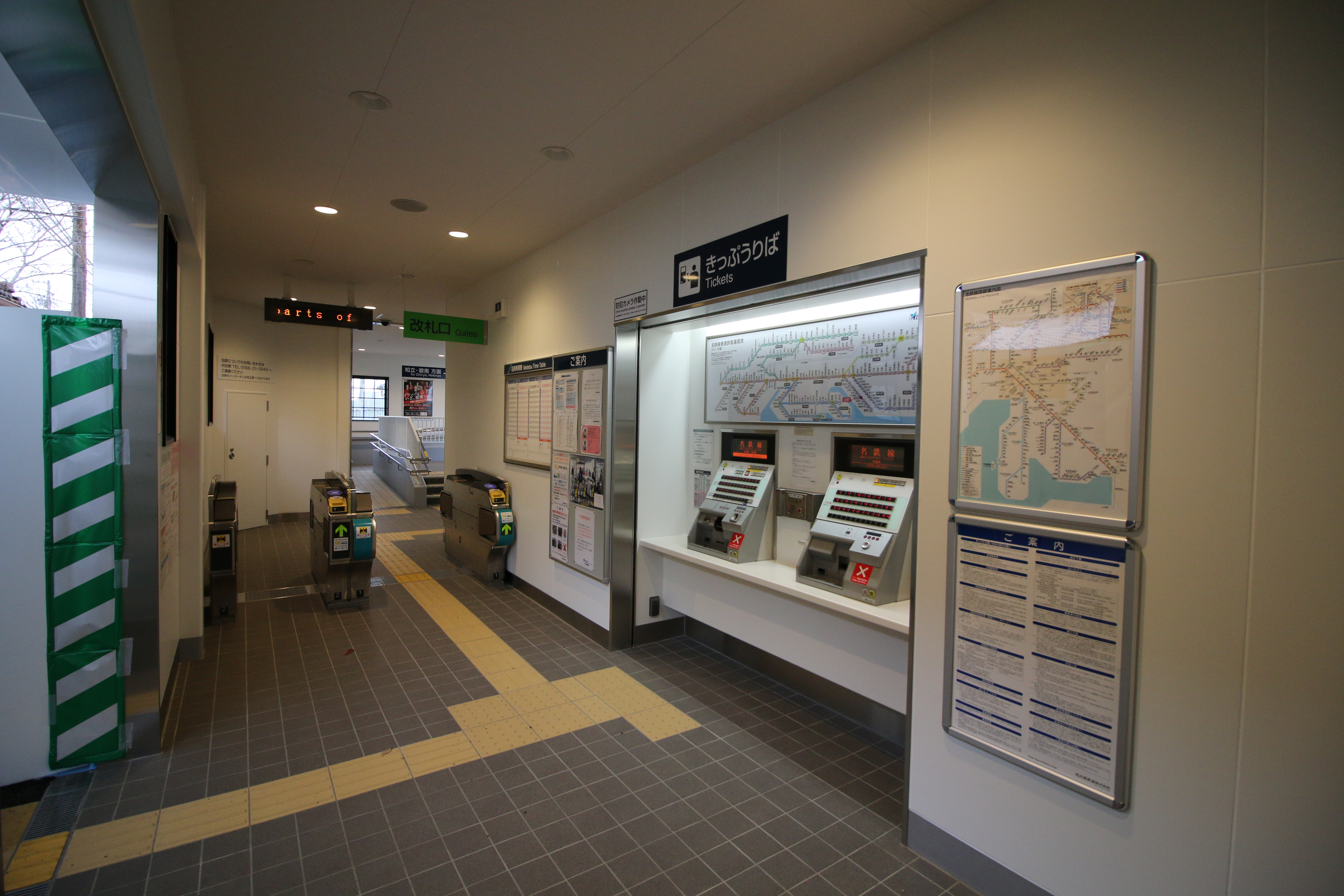
閘口 (2016年3月)
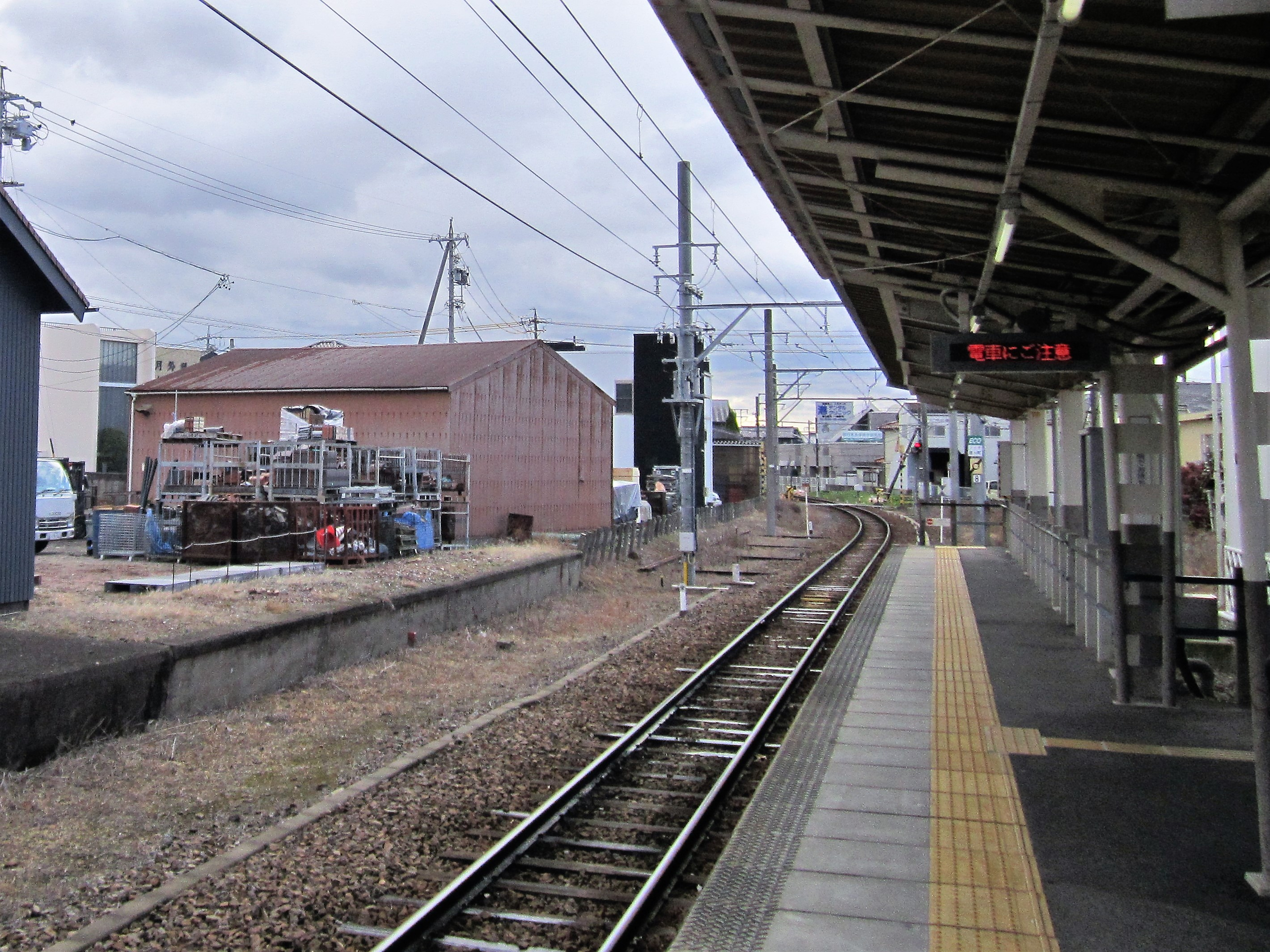
月台
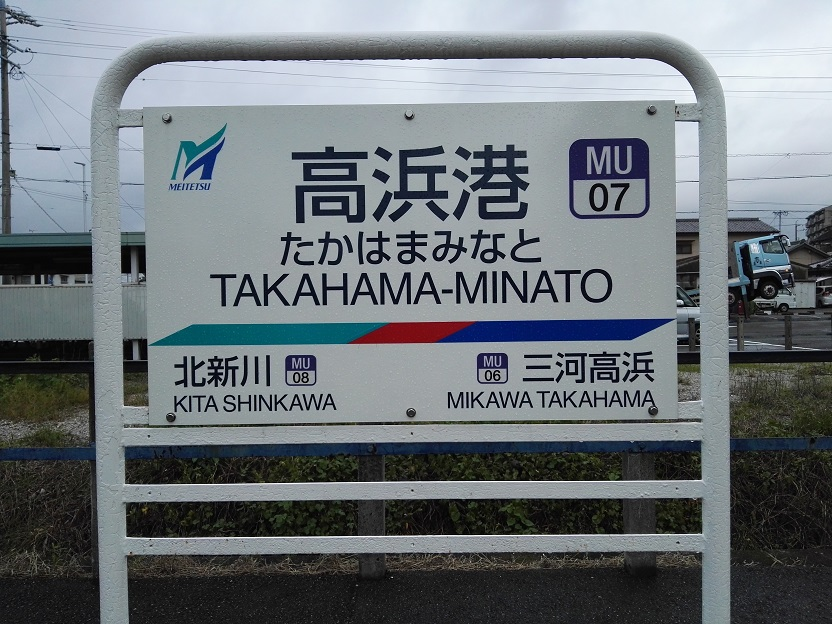
站名牌

### 配線圖
| ← 刈谷、 知立方向 | 高濱港站 站內配線略圖 | → 碧南方向 |
| 图例 参考文献：   |                       |            |

## 使用狀況
- 在中提及在2013年度，當時1日平均上下車人次為2,043人，為名鐵所有車站（275站）排名第182，三河線（23站）中排名第18[21]。
- 在中提及在1992年度，當時1日平均上下車人次為3,046人，為除岐阜市內線均一車費區間內各站（岐阜市內線、田神線、美濃町線徹明町站至琴塚站之間）外名鐵所有車站（342站）中排名第173，三河線（38站）排名第20[22]。
- 在愛知縣統計資料中，2006年度1日平均乘車人次為826人，2007年度1日平均乘車人次為841人。
- 在中，以下為近年1日平均上下車人次列表[23]。

| 年度               | 1日平均 上下車人次 |
| ------------------ | ------------------ |
| 1999年（平成11年） | 1,545              |
| 2000年（平成12年） | 1,570              |
| 2001年（平成13年） | 1,518              |
| 2002年（平成14年） | 1,522              |
| 2003年（平成15年） | 1,578              |
| 2004年（平成16年） | 1,544              |
| 2005年（平成17年） | 1,582              |
| 2006年（平成18年） | 1,661              |
| 2007年（平成19年） | 1,695              |
| 2008年（平成20年） | 1,804              |
| 2009年（平成21年） | 1,714              |
| 2010年（平成22年） | 1,737              |
| 2011年（平成23年） | 1,827              |
| 2012年（平成24年） | 1,867              |
| 2013年（平成25年） | 2,043              |
| 2014年（平成26年） | 2,118              |
| 2015年（平成27年） | 2,320              |
| 2016年（平成28年） | 2,392              |
| 2017年（平成29年） | 2,501              |

## 車站周邊
車站前有一座大型瓷磚紀念碑。
- 高濱市立南中學（日语：高浜市立南中学校）
- 高濱小學
- 港小學
- 高濱幼稚園
- 大聖寺
- 高濱市陶器之里Kawara美術館（日语：高浜市やきものの里かわら美術館）

## 巴士路線
- 高濱市社區巴士「活潑號（日语：いきいき号）」

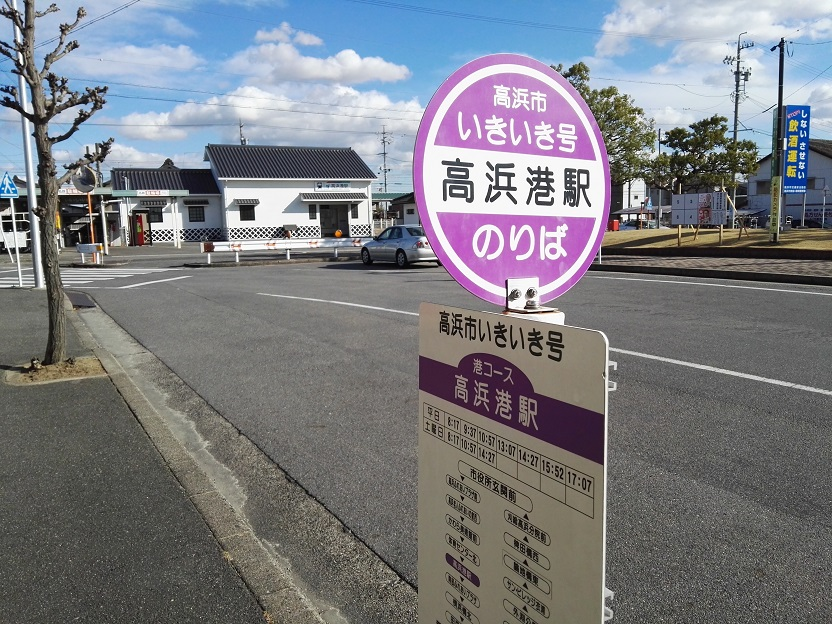
巴士站

## 相鄰車站
名古屋鐵道
 三河線（海線）
三河高濱（MU06）－高濱港（MU07）－北新川（MU08）

## 注腳

## 外部連結
- 高濱港 - 名古屋鐵道